# Assemblée nationale constituante algérienne
Législature unique
Conseil national de la Révolution algérienne Assemblée nationale
L'Assemblée nationale constituante de 1962-1964 est l'unique assemblée constituante et première législature algérienne, elle comprenait 196 membres.
Les candidats ont été sélectionnés par le FLN sur une liste soumise aux élections le 20 septembre 1962. La durée de ses pouvoirs était de un an. L'assemblée était chargée de rédiger le premier projet de Constitution de l'Algérie indépendante (qui sera approuvé par  référendum le 8 septembre 1963) ainsi que de désigner un gouvernement provisoire et légiférer au nom du peuple (rôle de parlement). L'adoption de la nouvelle Constitution prolonge son mandat d'un an, jusqu'au 20 septembre 1964.

## Histoire
La revendication d'une assemblée constituante est évoquée dans les statuts et programme issus de l'assemblée générale de l'Étoile Nord-Africaine du 28 mai 1933 puis dans l'additif du manifeste du peuple algérien de 1943.
En 1947, le PPA lutte pour l'assemblée constituante, qu'il considère comme le seul moyen démocratique garantissant la souveraineté réelle des algériens. Ce parti réclame que l'assemblée soit élue au suffrage universel direct par un collège unique sans distinction de race ni de religion : « Seule une Constituante algérienne souveraine, élue par tous les Algériens, est habilitée à déterminer le régime politique, économique et social de l’Algérie. Car le Peuple algérien revendique, avant tout, le droit de se donner une Constitution. Seule, une Constituante algérienne souveraine, élue dans les conditions les plus démocratiques et représentant la volonté populaire, est habilitée à trancher tous les problèmes qui se posent à l’opinion algérienne. »
Après la guerre d'Algérie, les Accords d'Évian prévoyaient dans le chapitre V de la « Déclaration générale » que l'Exécutif provisoire organiserait dans un délai de trois semaines des élections pour la désignation de l'Assemblée nationale algérienne et remettrait ses pouvoirs à cette dernière.   

### Élection de l'Assemblée et prérogatives
Après l'indépendance de l'Algérie (5 juillet 1962) les Algériens approuvent par voie de référendum le 20 septembre 1962 de confier à une assemblée nationale constituante la tâche de : désigner un gouvernement provisoire, légiférer au nom du peuple et élaborer un projet de constitution. Les 196 députés sont élus le 20 septembre 1962 (la date des élections avait été successivement fixée au 12 août puis au 2 septembre et enfin au 20 septembre à la suite de la crise de l'été 1962 qui explique le report des élections). Ces élections suivirent un système de candidature unique désignées par le bureau politique du FLN. Les critères de sélection étaient la participation à l'action révolutionnaire, et la position des candidats par rapport au bureau politique du FLN présidé par Ahmed Ben Bella. Selon l'historien Gilbert Meynier :  « Les élections du 20 septembre à listes uniques préfabriquées comportant juste le nombre de candidats à élire furent des parodies de démocratie ». 
Ferhat Abbas est élu président de cette Assemblée constituante, qui comprend des personnalités politiques comme Hocine Ait Ahmed, Ali Yahia Abdennour, Mohamed Boudiaf (inclus d'office et qui finit par démissionner), Houari Boumediene, Ahmed Boumendjel, Bachir Boumaza, Lakhdar Bouregaa, Abdelaziz Bouteflika, Zohra Drif, Krim Belkacem, Yacef Saadi, cheikh Kheireddine, père Alfred Bérenguer. L'assemblée comprend 10 femmes, 15 élus d'origine européenne et un nombre important de militaires. Des personnalités qui déplaisent au bureau politique du FLN furent écartées des listes de ces élections comme Benyoucef Benkhedda et Mohamed Harbi. 56 noms auraient ainsi été rayés, d’après Ali Haroun, de la liste dont Mohamed Seddik Benyahia, Lakhdar Bentobal, Salah Boubnider, Mostefa Lacheraf, Redha Malek, Chawki Mostefaï, Saad Dahlab. Messali Hadj, mis à l'écart, est en exil en France. 
Le 25 septembre 1962, l'assemblée se proclame « organisme représentatif du peuple algérien, seule dépositaire et gardienne de la souveraineté nationale à l'intérieur et à l'extérieur ». 
Mais comme l'Assemblée n'est constituée que de membres du FLN, elle ne devient rapidement qu'un organe chargé de donner force juridique aux décisions du parti unique présidé par Ben Bella. Ce qui pousse le député Hamel Lamara à s'interroger le 26 août 1963 : « Le parti est-il au-dessus de la Constitution ou la Constitution au-dessus de tout ? » auquel répondit Benmahdjoub Mhamed « C'est le congrès du FLN qui est au-dessus de tout parce qu'il représente le peuple ». Et comme le déclare la députée Zohra Drif Bitat le 27 aout 1963 : « Le fait d'avoir reconnu la primauté d'un parti unique implique le transfert de l'exercice de la souveraineté du peuple au parti ».

### La Constitution du «Majestic»
Le 29 septembre 1962, Ahmed Ben Bella présente son gouvernement à l'Assemblée et prononce un discours dans lequel il déclare notamment : « En ce qui concerne la Constitution, votre Assemblée est souveraine. Elle donnera au pays telle Constitution qu'elle estimera répondre aux aspirations du peuple. Sur son contenu, comme sur les modalités de son adoption et son application, le gouvernement s'en tiendra à une rigoureuse neutralité ». Pourtant, en juillet 1963, le bureau politique du FLN décide de prendre une part directe à la préparation de la Constitution. Un avant-projet est alors discuté au sein du FLN, qui publie le 30 juillet 1963 un communiqué officiel annonçant pour le lendemain la tenue de la conférence des cadres du parti pour se prononcer sur l'avant-projet et élaborer un projet définitif. La conférence adopte son propre projet de Constitution le 31 juillet dans la salle de cinéma « Majestic » d'Alger à Bab-El-Oued (Salle Atlas aujourd'hui) et va le soumettre au vote de l'Assemblée constituante.

### Contestations et répression
Ben Bella ayant instauré un État-policier avec l'aide de la sécurité militaire, les arrestations et enlèvements sont courants. Mohamed Boudiaf (qui a démissionné de l'Assemblée) est enlevé par la sécurité militaire le 21 juin 1963 et envoyé au sud sans procès. Le colonel Othmane et sont épouse (tous deux députés de l'Assemblée constituante) sont séquestrés dans leur appartement d'Oran. « Sur tout le territoire nationale sa police personnelle [Ben Bella]  emprisonnait, torturait et tuait sans crainte » .   
L'intrusion du bureau politique du FLN dans le projet de constitution amène Ferhat Abbas à démissionner le 12 août de son poste de président de l'Assemblée constituante et à publier le texte « Pourquoi je ne suis pas d’accord avec le projet de Constitution établi par le Gouvernement et le bureau politique ? » et à déclarer que « on ne prostitue pas la Constitution dans une salle de cinéma ». Il dénonce également la concentration des pouvoirs de cette constitution en affirmant que « pratiquement il n'y a plus de démocratie », « les représentants du peuple sont de simples figurants », « l'équilibre des pouvoirs n'existe pas ».
La constitution du « Majestic » est finalement adoptée par l'Assemblée le 28 août 1963, par 139 voix contre 23 et 8 abstentions. Lakhdar Bouregaa fait partie des rares députés qui ont voté « non ».  
Ferhat Abbas décrit les députés de cette Assemblée comme des « grenouilles qui cherchent un roi ». Le journal Le Canard enchaîné écrit : « Ce n'est pas un parlement mais une caserne ».  
Le 3 septembre 1963, le futur FFS dénonce une « dictature qui a gagné l’Assemblée nationale ».    
Le 6 septembre 1963, le député Krim Belkacem démissionne également. Il dénonce l'absence de liberté d'expression, le vote d'une constitution « personnelle » et une dictature fasciste.
La Constitution est approuvée à la quasi-unanimité par référendum le 8 septembre, et promulguée le 10 septembre 1963 au journal officiel. Son mandat est prolongé d'un an, jusqu'au 20 septembre 1964.
Il s'ensuit la première élection présidentielle algérienne, le 15 septembre 1963, remportée par Ben Bella.
En octobre 1963, au cours d'une conférence de presse tenu à Paris, Mohamed Khider déclare : « La réalité est que tous les opposants sont d'accord pour considérer que la Constitution [a été] conçue par une procédure antidémocratique et en fonction du pouvoir personnel... ».

## Appels à une nouvelle assemblée constituante
En mars 1976, Ferhat Abbas, Ben Youssef Ben Khedda, Cheikh Mohamed Khreireddine, et Hocine Lahouel, diffusent un appel au peuple algérien dans lequel ils réclament l'élection au suffrage universel direct et sincère d'une assemblée nationale constituante et souveraine. Après sa diffusion, les auteurs sont assignés à résidence.
L'une des revendications du Hirak en 2019 a été la convocation d'une nouvelle assemblée constituante.